# 贝尔克卢
贝尔克卢（法語：Bercloux，法語發音：[bɛʁklu]）是法国滨海夏朗德省的一个市镇，位于该省中东部，属于圣让当热利区。

## 地理
贝尔克卢（45°50'7"N, 0°28'17"W）面积9.35 平方千米，位于法国新阿基坦大区滨海夏朗德省，该省份为法国西部滨海省份，北起旺代省，西临大西洋，南至吉倫特省，东南接多爾多涅省，东北接德塞夫勒省接壤，东临夏朗德省。
与贝尔克卢接壤的市镇（或旧市镇、城区）包括：欧通-埃贝翁、布里藏堡、埃科约、米格龙、楠蒂耶、圣伊莱尔-德维勒弗朗什。

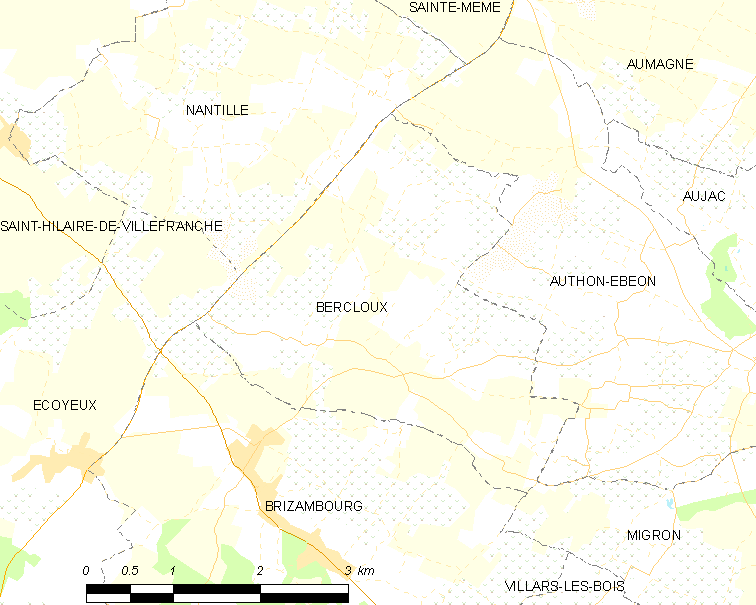
贝尔克卢的OSM定位图

贝尔克卢的时区为UTC+01:00、UTC+02:00（夏令时）。

## 行政
贝尔克卢的邮政编码为17770，INSEE市镇编码为17042。

## 政治
贝尔克卢所属的省级选区为沙尼耶县。

## 人口

1962-2008年间贝尔克卢人口变化图示

贝尔克卢于2022年1月1日时的人口数量为447人。